# تيتسوؤو ساتو
تيتسوؤو ساتو (12 مارس 1949 في اليابان - 11 يونيو 2025) (بالكانا:さとう てつお) هو لاعب كرة طائرة ياباني. شارك في الألعاب الأولمبية الصيفية 1976 والألعاب الأولمبية الصيفية 1968 والألعاب الأولمبية الصيفية 1972.

## وصلات خارجية
- تيتسوؤو ساتو على موقع أوليمبيديا (الإنجليزية)